# Opaeophora lepida
Opaeophora lepida är en mossdjursart som först beskrevs av Walter Douglas Hincks 1881.  Opaeophora lepida ingår i släktet Opaeophora och familjen Microporidae. Inga underarter finns listade i Catalogue of Life.